# Exocentrus fuscosignatipennis
Exocentrus fuscosignatipennis là một loài bọ cánh cứng trong họ Cerambycidae.